# Neodyscrasis steyskali
Neodyscrasis steyskali är en tvåvingeart som först beskrevs av Hernandez-ortiz 1988.  Neodyscrasis steyskali ingår i släktet Neodyscrasis och familjen fläckflugor. Inga underarter finns listade i Catalogue of Life.